# Сантијаго Алсесека, Пуенте ел Инхенио (Текамачалко)
Сантијаго Алсесека, Пуенте ел Инхенио (шп. Santiago Alseseca, Puente el Ingenio) насеље је у Мексику у савезној држави Пуебла у општини Текамачалко. Насеље се налази на надморској висини од 2080 м.

## Становништво
Према подацима из 2005. године у насељу је живело 21 становника.

### Хронологија
| Година       | 2000         | 2005 |
| ------------ | ------------ | ---- |
| Становништво | 32 (16 / 16) | 21   |

### Попис
| # | Индикатор                        | Вредност |
| - | -------------------------------- | -------- |
| 1 | Укупно појединачних домаћинстава | 1        |